# Даг Лідстер
Даг Лідстер (англ. Doug Lidster, нар. 18 жовтня 1960, Камлупс) — колишній канадський хокеїст, що грав на позиції захисника. Грав за збірну команду Канади.
Володар Кубка Стенлі. Провів понад 900 матчів у Національній хокейній лізі. 

## Ігрова кар'єра
Хокейну кар'єру розпочав 1979 року.
1980 року був обраний на драфті НХЛ під 133-м загальним номером командою «Ванкувер Канакс». 
Протягом професійної клубної ігрової кар'єри, що тривала 17 років, захищав кольори команд «Ванкувер Канакс», «Нью-Йорк Рейнджерс», «Сент-Луїс Блюз» та «Даллас Старс».
Загалом провів 977 матчів у НХЛ, включаючи 80 ігор плей-оф Кубка Стенлі.
Виступав за збірну Канади.

## Тренерська робота
У сезоні 2004/05 тренував клуб ОХЛ «Сеґіно Спіріт». Був асистентом головного тренера жіночої національної збірної Канади. З 7 липня 2014 асистент головного тренера «Ванкувер Канакс».

## Нагороди та досягнення
- Срібний призер чемпіонату світу — 1985.
- Володар Кубка Стенлі в складі «Нью-Йорк Рейнджерс» — 1994.

## Статистика
| Сезон        | Клуб                 | Ліга         | Регулярний сезон | Регулярний сезон | Регулярний сезон | Регулярний сезон | Регулярний сезон | Плей-оф | Плей-оф | Плей-оф | Плей-оф | Плей-оф |
| Сезон        | Клуб                 | Ліга         | І                | Г                | П                | О                | ШХ               | І       | Г       | П       | О       | ШХ      |
| ------------ | -------------------- | ------------ | ---------------- | ---------------- | ---------------- | ---------------- | ---------------- | ------- | ------- | ------- | ------- | ------- |
| 1979–80      | Коледж Колорадо      | НКАА         | 39               | 18               | 25               | 43               | 52               | —       | —       | —       | —       | —       |
| 1980–81      | Коледж Колорадо      | НКАА         | 36               | 10               | 30               | 40               | 54               | —       | —       | —       | —       | —       |
| 1981–82      | Коледж Колорадо      | НКАА         | 36               | 13               | 22               | 35               | 32               | —       | —       | —       | —       | —       |
| 1982–83      | Коледж Колорадо      | НКАА         | 34               | 15               | 41               | 56               | 30               | —       | —       | —       | —       | —       |
| 1983–84      | Канада               | ММ           | 66               | 6                | 22               | 28               | 30               | —       | —       | —       | —       | —       |
| 1983–84      | «Ванкувер Канакс»    | НХЛ          | 8                | 0                | 0                | 0                | 4                | 2       | 0       | 1       | 1       | 0       |
| 1984–85      | «Ванкувер Канакс»    | НХЛ          | 78               | 6                | 24               | 30               | 55               | —       | —       | —       | —       | —       |
| 1985–86      | «Ванкувер Канакс»    | НХЛ          | 78               | 12               | 16               | 28               | 56               | 3       | 0       | 1       | 1       | 2       |
| 1986–87      | «Ванкувер Канакс»    | НХЛ          | 80               | 12               | 51               | 63               | 40               | —       | —       | —       | —       | —       |
| 1987–88      | «Ванкувер Канакс»    | НХЛ          | 64               | 4                | 32               | 36               | 105              | —       | —       | —       | —       | —       |
| 1988–89      | «Ванкувер Канакс»    | НХЛ          | 63               | 5                | 17               | 22               | 78               | 7       | 1       | 1       | 2       | 9       |
| 1989–90      | «Ванкувер Канакс»    | НХЛ          | 80               | 8                | 28               | 36               | 36               | —       | —       | —       | —       | —       |
| 1990–91      | «Ванкувер Канакс»    | НХЛ          | 78               | 6                | 32               | 38               | 77               | 6       | 0       | 2       | 2       | 6       |
| 1991–92      | «Ванкувер Канакс»    | НХЛ          | 66               | 6                | 23               | 29               | 39               | 11      | 1       | 2       | 3       | 11      |
| 1992–93      | «Ванкувер Канакс»    | НХЛ          | 71               | 6                | 19               | 25               | 36               | 12      | 0       | 3       | 3       | 8       |
| 1993–94      | «Нью-Йорк Рейнджерс» | НХЛ          | 34               | 0                | 2                | 2                | 33               | 9       | 2       | 0       | 2       | 10      |
| 1994–95      | «Сент-Луїс Блюз»     | НХЛ          | 37               | 2                | 7                | 9                | 12               | 4       | 0       | 0       | 0       | 2       |
| 1995–96      | «Нью-Йорк Рейнджерс» | НХЛ          | 59               | 5                | 9                | 14               | 50               | 7       | 1       | 0       | 1       | 6       |
| 1996–97      | «Нью-Йорк Рейнджерс» | НХЛ          | 48               | 3                | 4                | 7                | 24               | 15      | 1       | 5       | 6       | 8       |
| 1997–98      | «Нью-Йорк Рейнджерс» | НХЛ          | 36               | 0                | 4                | 4                | 24               | —       | —       | —       | —       | —       |
| 1998–99      | «Даллас Старс»       | НХЛ          | 17               | 0                | 0                | 0                | 10               | 4       | 0       | 0       | 0       | 2       |
| 1998–99      | Канада               | ММ           | 38               | 4                | 15               | 19               | 64               | —       | —       | —       | —       | —       |
| Усього в НХЛ | Усього в НХЛ         | Усього в НХЛ | 897              | 75               | 268              | 343              | 679              | 80      | 6       | 15      | 21      | 64      |